# Actas (reunião académica)
No âmbito académico, as actas (chamados de "anais" em português do Brasil) são colecções de trabalhos académicos que se publicam no contexto de uma reunião académica (congresso, conferência, jornadas). Pelo geral são distribuídas em forma de livros impressos (e/ou, às vezes em formato de CD-ROM), já seja dantes do início da reunião ou após a mesma. As actas contêm as contribuições realizadas pelos pesquisadores na conferência. São, por tanto, o registo escrito da obra que se apresentou aos assistentes à reunião e ao resto da comunidade científica.

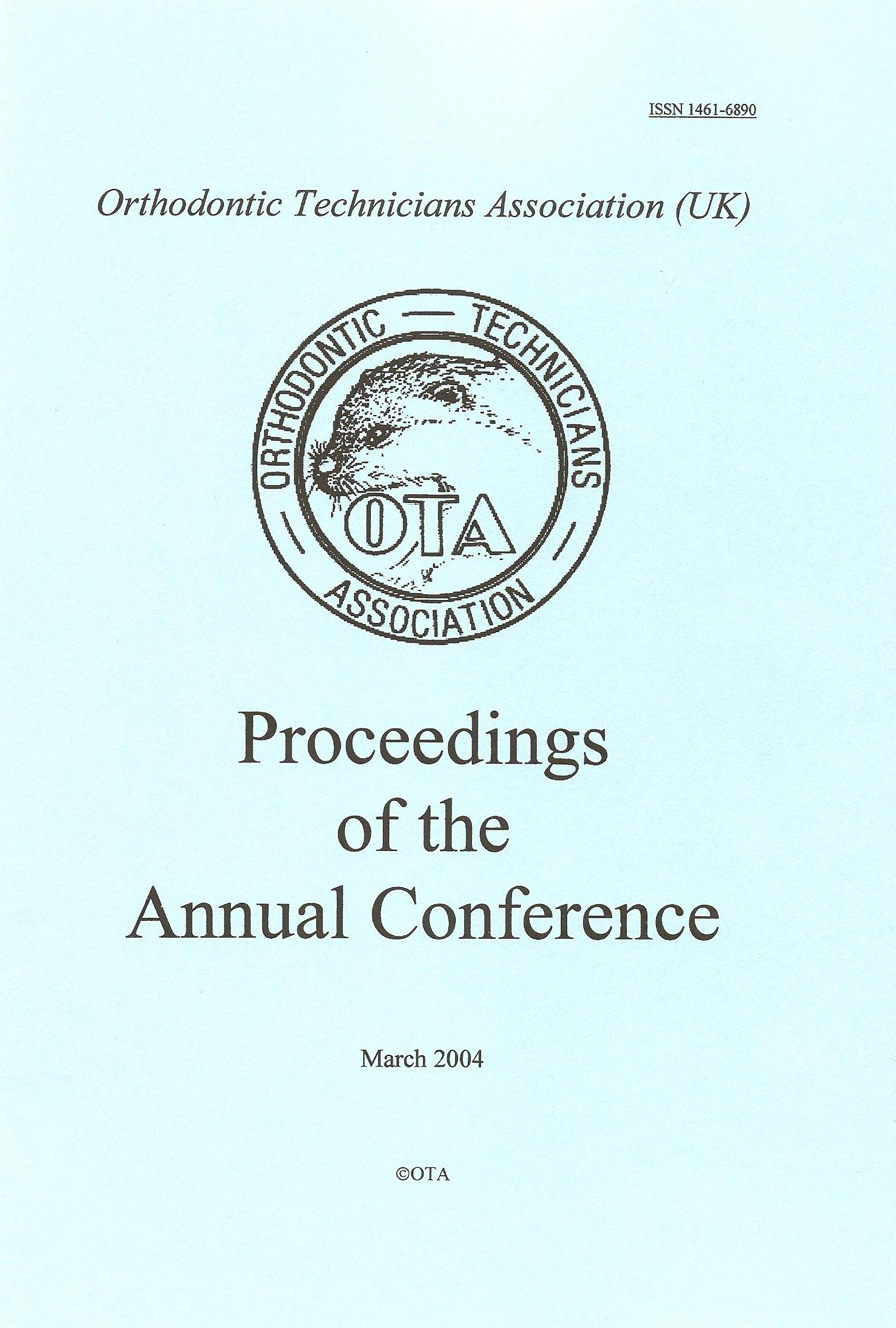
Capa das Actas de OTA Conference Proceedings 2004. uma convenção de ortodoncistas.

## Actas de uma reunião académica
As actas  ou actas de um congresso científico incluem as conferências plenárias, os resumos ou abstratos das comunicações e posteres apresentados e outras informações relevantes sobre dita reunião como as pessoas assistentes, etc.
Esta colecção de documentos é organizada por uma ou mais pessoas, que fazem parte da equipa editorial ou do comité organizador do evento. A qualidade dos trabalhos está normalmente assegurada porque um grupo de pessoas (comité científico) lêem os artigos apresentados pelos assistentes antes de serem aceites. Este processo chama-se revisão. Dependendo do nível da conferência, este processo de revisões pode demorar inclusive até um ano. Os editores decidem sobre a composição das actuações, a ordem dos documentos, e elaboram o prefácio e outros elementos de texto. Ainda que a maioria das mudanças nos documentos produzem-se sobre a base de um consenso entre os editores e autores, os editores podem também por si sozinhos fazer mudanças nos documentos.
Já que a colecção de artigos prove/provem dos pesquisadores, o carácter de umas Actas é claramente diferente ao de um livro de texto. A cada trabalho normalmente está bastante isolado dos outros documentos incluídos nas mesmas Actas. Sobretudo falta um argumento geral que conduza de uma contribuição à seguinte. Em alguns casos, o conjunto das contribuições é tão coerente e de tão alta qualidade, que os editores do processo, poderão decidir seguir desenvolvendo ainda mais essas actas e converter num livro de texto (isto inclusive pode ser um objectivo ao começo da conferência).
As actas de conferências publicam-se a nível local, a cargo da instituição organizadora da conferência, ou através de um editor académico. Por exemplo, a publicação Lecture Notes in Computer Science editada por Springer Verlag tomada das actas grande parte de suas contribuições. A cada vez mais, as actas publicam-se somente em formato electrónico, já seja em CD-ROM, ou distribuído na Internet.

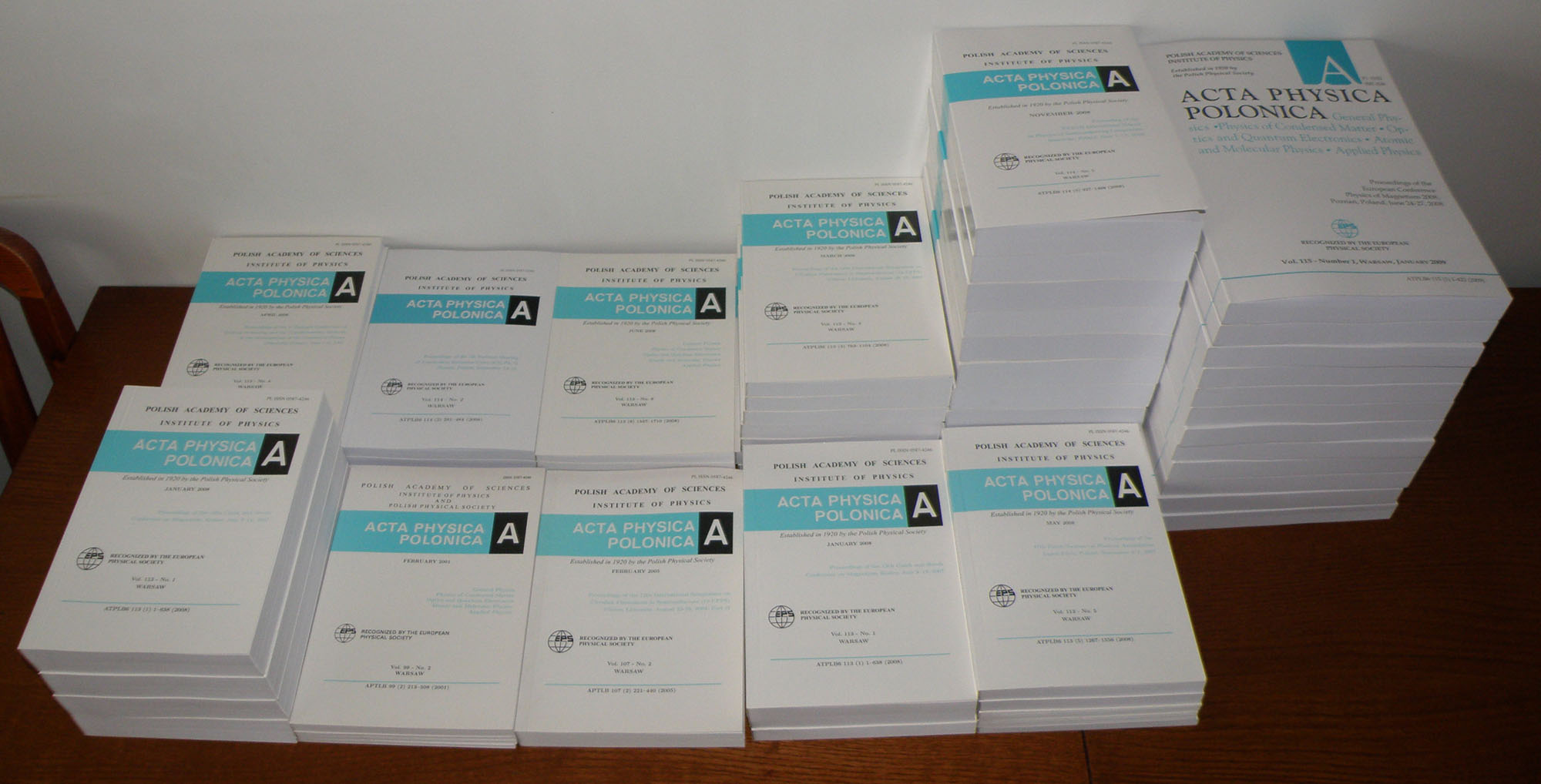
Instâncias de revista-a Acta Physica Polonica

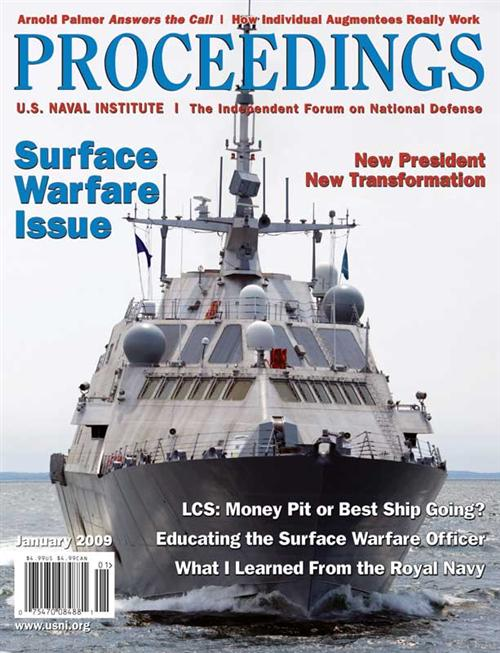
Capa da revista Proccedings of the United States Naval Institute (USNI)

## Revistas acadêmicas
Algumas revistas académicas ou cientistas utilizam o nome Actas (Acta, em latín; Proceedings, em inglês) em seu título, por exemplo, Actas de dermatologia e dermatopatologia, Acta Psiquiátrica e Psicológica da América Latina, Proceedings of the National Academy of Sciences (PNAS), apesar de que a qualidade científica das publicações nas Actas de uma conferência, no geral, não é tão alta como o das revistas científicas internacionais.
Outros exemplos de revistas científicas que incluem a palavra Acta ou Actas no título, sendo publicações periódicas e não o resumo dos trabalhos apresentados num congresso científico são: Acta Oncologica, Acta Amazonica, Acta Bioethica, Acta ginecológica, Acta Agronômica, Acta Crystallographica Section A, Actas dermo-sifiliográficas, Actas espanholas de psiquiatria, Actas urológicas espanholas, ou Actas de direito industrial e direito de autor.